# マーティン・ワイト
マーティン・ワイト（英語: Robert James Martin Wight、1913年11月26日 - 1972年7月15日）は、イギリスの歴史学者、国際関係学者。

## 生涯
1913年、英国・サセックス州ブライトンで生まれた。オックスフォード大学ハートフォード・カレッジで近代史を学ぶ。英国王立国際問題研究所（チャタム・ハウス）研究員、オブザーバー紙記者を経て、ロンドン・スクール・オブ・エコノミクス（1949年-1961年）、サセックス大学（1961年-1972年）で教鞭を執った。

## 研究内容・業績
英国学派の父祖とされる。寡作で知られ、代表的な著作は、彼の死後に弟子のヘドリー・ブルらによって編纂されている。

## 著作
単書
- The Development of the Legislative Council, 1606-1945, (Faber and Faber, 1946).
- The Gold Coast Legislative Council, (Faber and Faber, 1947).
- British Colonial Constitutions, 1947, (Clarendon Press, 1952).
- Systems of States, edited by Hedley Bull, (Leicester University Press, 1977).
- Power Politics, edited by Hedley Bull and Carsten Holbraad, (Leicester University Press, 1978).
- International Theory: the Three Traditions, edited by Gabriele Wight and Brian Porter, (Leicester University Press, 1991).

『国際理論―三つの伝統』佐藤誠・安藤次男・龍沢邦彦・大中真・佐藤千鶴子訳, 日本経済評論社 2007年
- Four Seminal Thinkers in International Theory: Machiavelli, Grotius, Kant, and Mazzini, ed. by Gabriele Wight and Brian Porter, (Oxford University Press, 2005).

共編著
- Diplomatic Investigations: Essays in the Theory of International Politics, co-edited with Herbert Butterfield, (George Allen & Unwin, 1966).

『国際関係理論の探究―英国学派のパラダイム』、佐藤誠ほか訳、日本経済評論社 2010年